# Verrières-en-Forez
Verrières-en-Forez és un municipi francès situat al departament del Loira i a la regió d'Alvèrnia-Roine-Alps. L'any 2007 tenia 629 habitants.

## Demografia

### Població
El 2007 la població de fet de Verrières-en-Forez era de 629 persones. Hi havia 240 famílies de les quals 64 eren unipersonals (32 homes vivint sols i 32 dones vivint soles), 72 parelles sense fills, 76 parelles amb fills i 28 famílies monoparentals amb fills.
La població ha evolucionat segons el següent gràfic:
Habitants censats

### Habitatges
El 2007 hi havia 372 habitatges, 245 eren l'habitatge principal de la família, 103 eren segones residències i 24 estaven desocupats. 358 eren cases i 14 eren apartaments. Dels 245 habitatges principals, 187 estaven ocupats pels seus propietaris, 41 estaven llogats i ocupats pels llogaters i 17 estaven cedits a títol gratuït; 4 tenien una cambra, 4 en tenien dues, 24 en tenien tres, 74 en tenien quatre i 139 en tenien cinc o més. 223 habitatges disposaven pel capbaix d'una plaça de pàrquing. A 97 habitatges hi havia un automòbil i a 128 n'hi havia dos o més.

### Piràmide de població
La piràmide de població per edats i sexe el 2009 era:
| Homes | Edats   | Dones |
| ----- | ------- | ----- |
| 0     | 95 o +  | 0     |
| 0     | 90 a 94 | 0     |
| 4     | 85 a 89 | 0     |
| 4     | 80 a 84 | 8     |
| 0     | 75 a 79 | 20    |
| 28    | 70 a 74 | 16    |
| 8     | 65 a 69 | 16    |
| 16    | 60 a 64 | 12    |
| 8     | 55 a 59 | 16    |
| 24    | 50 a 54 | 16    |
| 24    | 45 a 49 | 8     |
| 16    | 40 a 44 | 28    |
| 28    | 35 a 39 | 32    |
| 20    | 30 a 34 | 12    |
| 16    | 25 a 29 | 8     |
| 8     | 20 a 24 | 8     |
| 24    | 15 a 19 | 24    |
| 8     | 10 a 14 | 24    |
| 4     | 5 a 9   | 16    |
| 12    | 0 a 4   | 8     |

## Economia
El 2007 la població en edat de treballar era de 415 persones, 290 eren actives i 125 eren inactives. De les 290 persones actives 274 estaven ocupades (153 homes i 121 dones) i 16 estaven aturades (3 homes i 13 dones). De les 125 persones inactives 41 estaven jubilades, 55 estaven estudiant i 29 estaven classificades com a «altres inactius».

### Ingressos
El 2009 a Verrières-en-Forez hi havia 255 unitats fiscals que integraven 629,5 persones, la mediana anual d'ingressos fiscals per persona era de 16.195 €.

### Activitats econòmiques
Dels 23 establiments que hi havia el 2007, 1 era d'una empresa alimentària, 2 d'empreses de fabricació d'altres productes industrials, 9 d'empreses de construcció, 1 d'una empresa de comerç i reparació d'automòbils, 3 d'empreses d'hostatgeria i restauració, 1 d'una empresa financera, 2 d'empreses immobiliàries, 3 d'empreses de serveis i 1 d'una entitat de l'administració pública.
Dels 11 establiments de servei als particulars que hi havia el 2009, 1 era un guixaire pintor, 6 fusteries, 1 lampisteria, 1 electricista i 2 restaurants.
L'únic establiment comercial que hi havia el 2009 era una fleca.
L'any 2000 a Verrières-en-Forez hi havia 39 explotacions agrícoles que ocupaven un total de 735 hectàrees.

## Equipaments sanitaris i escolars
El 2009 hi havia una escola elemental integrada dins d'un grup escolar amb les comunes properes formant una escola dispersa. Verrières-en-Forez disposava d'un liceu tecnològic amb 272 alumnes.

## Poblacions més properes
El següent diagrama mostra les poblacions més properes.